# Birdo
Strutzi, noto in giapponese come Catherine (キャサリン?) e in inglese come Birdo, è un personaggio del franchise di Mario.
Il manuale inglese di Super Mario Bros. 2 descrive Birdo come un uomo che «pensa di essere una ragazza» e che preferirebbe essere chiamata Birdetta. Successivamente in Super Smash Bros. Brawl, sul suo trofeo dedicato, viene identificata come “creatura dal genere non definito”.

## Storia
Nasce come antagonista di Doki Doki Panic, videogioco non facente parte del franchise di Mario. 
Entrò a far parte della serie con Super Mario Bros. 2, versione modificata di Doki Doki Panic con i personaggi di Mario, e nel suo rifacimento Super Mario Advance come boss di fine livello. Da Super Mario Bros. 2 in poi, dopo che Mario ha sconfitto Wart, Strutzi diventa un personaggio buono, tranne che in alcune apparizioni. Ha un ruolo fondamentale anche in Super Mario RPG.

## Descrizione
Strutzi è una creatura relativamente simile a un dinosauro teropode antropomorfo rosa con il petto bianco, un fiocco rosso sulla testa e ha la bocca cilindrica e sporgente da cui spara le sue uova.

## Apparizioni

### Apparizioni come personaggio non giocabile
- Doki Doki Panic - Famicom Disk System - 1987
- Super Mario Bros. 2 - NES - 1988
- Super Mario All Stars - Famicom, SNES - 1993
- Wario's Woods - Famicom, NES, SNES - 1994
- Super Mario RPG: Legend of the Seven Stars - SNES - 1996
- Mario Tennis - GameBoy Advance - 2001
- Super Mario Advance - Game Boy Advance - 2001
- Super Smash Bros. Melee - GameCube - 2001 - Appare come trofeo.
- Mario & Luigi: Superstar Saga - GameBoy Advance - 2003
- Mario Golf: Advance Tour - GameBoy Advance - 2004 - Viene menzionato.
- Mario Power Tennis - GameCube - 2004
- Yakuman DS - Nintendo DS - 2005
- Mario Kart DS - Nintendo DS - 2005 - Appare in un festone.
- Mario Kart Arcade GP 2 - Arcade - 2007
- Super Smash Bros. Brawl - Wii - 2008 - Appare come trofeo.
- Captain Rainbow - Wii - 2008
- Mario & Sonic ai Giochi Olimpici Invernali - Wii - 2009
- Mario & Sonic ai Giochi Olimpici di Londra 2012 - Wii - 2011
- Paper Mario: Sticker Star - Nintendo 3DS - 2012
- Mario & Sonic ai Giochi Olimpici Invernali di Sochi 2014 - Wii U - 2013
- Mario Party: Island Tour - Nintendo 3DS - 2014
- NES remix - Wii U - 2014
- Mario Kart 8 - Wii U - 2014 - Appare in un festone.
- Super Smash Bros. per Nintendo 3DS e Wii U - Nintendo 3DS, Wii U - 2014 - Appare come trofeo.
- Ultimate NES Remix - Nintendo 3DS - 2014
- Mario Party: Island Tour - Nintendo 3DS - 2014
- Super Mario Maker - Wii U - 2015
- Mario Tennis: Ultra Smash - Wii U - 2015 - Appare in un festone con scritto Catherine (il suo nome in giapponese).
- Mario & Sonic ai Giochi Olimpici di Rio 2016 - Wii U - 2016 - È un rivale.
- Paper Mario: Color Splash - Wii U - 2016
- Mario Kart 8 Deluxe - Nintendo Switch - 2017 - Appare in un festone.
- Mario & Luigi: Superstar Saga + Scagnozzi di Bowser - Nintendo 3DS - 2017
- Super Mario Party - Nintendo Switch - 2018
- Super Smash Bros. Ultimate - Nintendo Switch - 2018
- Super Mario Maker 2 - Nintendo Switch - 2019
- Mario & Sonic ai Giochi Olimpici di Tokyo 2020 - Nintendo Switch, Arcade - 2019, 2020
- Paper Mario: The Origami King - Nintendo Switch - 2020

### Apparizioni come personaggio giocabile
- Mario Tennis - Nintendo 64 - 2000[N 1]
- Mario Kart: Double Dash!! - GameCube - 2003[N 1]
- Mario Golf: Toadstool Tour - GameCube - 2003[N 1]
- Mario Superstar Baseball - GameCube - 2005[N 2]
- Mario Party 7 - GameCube - 2005[N 2]
- Mario Slam Basketball - Nintendo DS - 2005[N 2]
- Mario Smash Football - GameCube - 2005[N 2]
- Mario Party 8 - Wii - 2007[N 3]
- Itadaki Street - Nintendo DS - 2007[N 3]
- Mario Strikers Charged Football - Wii - 2007[N 3]
- Mario Kart Wii - Wii - 2008[N 4]
- Mario Super Sluggers - Wii - 2008[N 4]
- Super Mario Fushigi no Korokoro Catcher - Arcade - 2009[N 3]
- La via della fortuna - Wii - 2011[N 4]
- Mario Party 9 - Wii - 2012[N 4]
- Mario Golf: World Tour - Nintendo 3DS - 2014[N 4]
- Super Mario Maker - Wii U - 2015[N 4]
- Minecraft: Wii U Edition - Wii U - 2016[N 4]
- Mario & Sonic ai Giochi Olimpici di Rio 2016 - Nintendo 3DS - 2016[N 4]
- Mario Sports Superstars - Nintendo 3DS - 2017[N 4]
- Minecraft: Nintendo Switch Edition - Nintendo Switch - 2017[N 4]
- Minecraft: New Nintendo 3DS Edition - New Nintendo 3DS - 2017, 2018
- Mario Tennis Aces - Nintendo Switch - 2018
- Mario Kart Tour - iOS, Android - 2019
- Mario & Sonic ai Giochi Olimpici di Tokyo 2020 - Nintendo Switch, Arcade - 2019, 2020
- Mario Party Superstars - Nintendo Switch  - 2021
- Mario Kart 8 Deluxe - Pass percorsi aggiuntivi - Nintendo Switch - 2023
- Super Mario Party Jamboree - Nintendo Switch - 2024